# Суглица (Карелия)
Суглица — станция (тип населенного пункта) в составе Поповпорожского сельского поселения Сегежского района Республики Карелия.

## Общие сведения
Станция расположена на 647-м км перегона Медвежья Гора—Сегежа.

## Население
| 2002 | 2009 | 2010 | 2013 |
| ---- | ---- | ---- | ---- |
| 0    | →0   | →0   | →0   |